# Madeleine Ouellette-Michalska
Madeleine Ouellette-Michalska (Saint-Alexandre-de-Kamouraska, 27 de mayo de 1930) es una escritora de Quebec.
Estudió letras en la Universidad de Montreal, la Universidad de Quebec y la Universidad de Sherbrooke, donde se doctora en 1987. Hace además reportajes para publicaciones como Perspectives o Le Devoir

## Obras
- 1979 : La Femme de sable (La mujer de arena)
- 1981 : Entre le souffle et l’aine (Entre el soplo y la ingle), poesía
- 1981 : L'Échappée de discours de l’œil (La escapada del discurso del ojo), ensayo
- 1984 : La Maison Trestler (La casa Trestler), novela
- 1985 : La Tentation de dire (La tentación de decir), diario
- 1987 : L'Amour de la carte postale (El amor de la tarjeta postal) , ensayo— Le Plat de lentilles (El plato de lentejas), novela — La Danse de l’amante (la danza de la amante), teatro
- 1989 : La Fête du désir (La fiesta del deseo), novela
- 1992 : Léo-Paul Tremblé , biografía
- 1993 : L'Été de l’île de Grâce (El verano de la isla de Gracia), novela
- 1997 : La Passagère (La pasajera), novela
- 1999 : Les Sept Nuits de Laura (Las siete noches de Laura), novela
- 2000 : L'Amérique un peu (Un poco de América), poemario
- 2002 : Le Cycle des migrations (El ciclo de las migraciones), poemario
- 2006 : L'Apprentissage (El aprendizaje), novela
- 2007 : Autofiction et dévoilement de soi (Autoficción y autorrevelación), ensayo

## Premios
- 1981 - Prix du Gouverneur général
- 1984 - Finaliste du Prix du Gouverneur général
- 1984 - Prix Molson du roman, La Maison Tresler ou le 8ème jour d'Amérique
- 1985 - Membre de l'Académie des lettres du Québec
- 1993 - Prix Jean-Hamelin, L'Été de l'île de Grâce
- 1993 - Prix Arthur-Buies
- 1998 - Médaille d'or de la Renaissance française
- 2002 - Grand Prix littéraire de la Montérégie